# Cearáträdklättrare
Cearáträdklättrare (Xiphorhynchus atlanticus) är en fågelart i familjen ugnfåglar inom ordningen tättingar.

## Utseende och läte
Cearáträdklättraren är en liten och slank trädklättrare med en tunn och något nedåtböjd näbb. Kroppen är rostbrun, kraftigt tecknad med droppformade fläckar på bröst, huvud och rygg. Den skiljs från mindre trädklättrare genom suddiga streck på buken och olivgult ögonbrynsstreck, på strupen och i en ring runt ögat. 

## Utbredning och systematik
Fågeln förekommer i nordöstra Brasilien ifrån Ceará och Paraíba till Alagoas. Den betraktades tidigare som underart till mindre trädklättrare (Xiphorhynchus fuscus) och vissa gör det fortfarande. Studier visar dock att den är morfologiskt, genetiskt och lätesmässigt distinkt och urskiljs därför allt oftare som egen art.

## Status
Cearáträdklättraren tros ha en liten fragmenterad population uppskattad till endast mellan 5 000 och 11 000 vuxna individer. Den tros också minska i antal till följd av skogsavverkningar. Internationella naturvårdsunionen IUCN klassar den som utrotningshotad, placerad i kategorin sårbar (VU).